# 広島刑務所

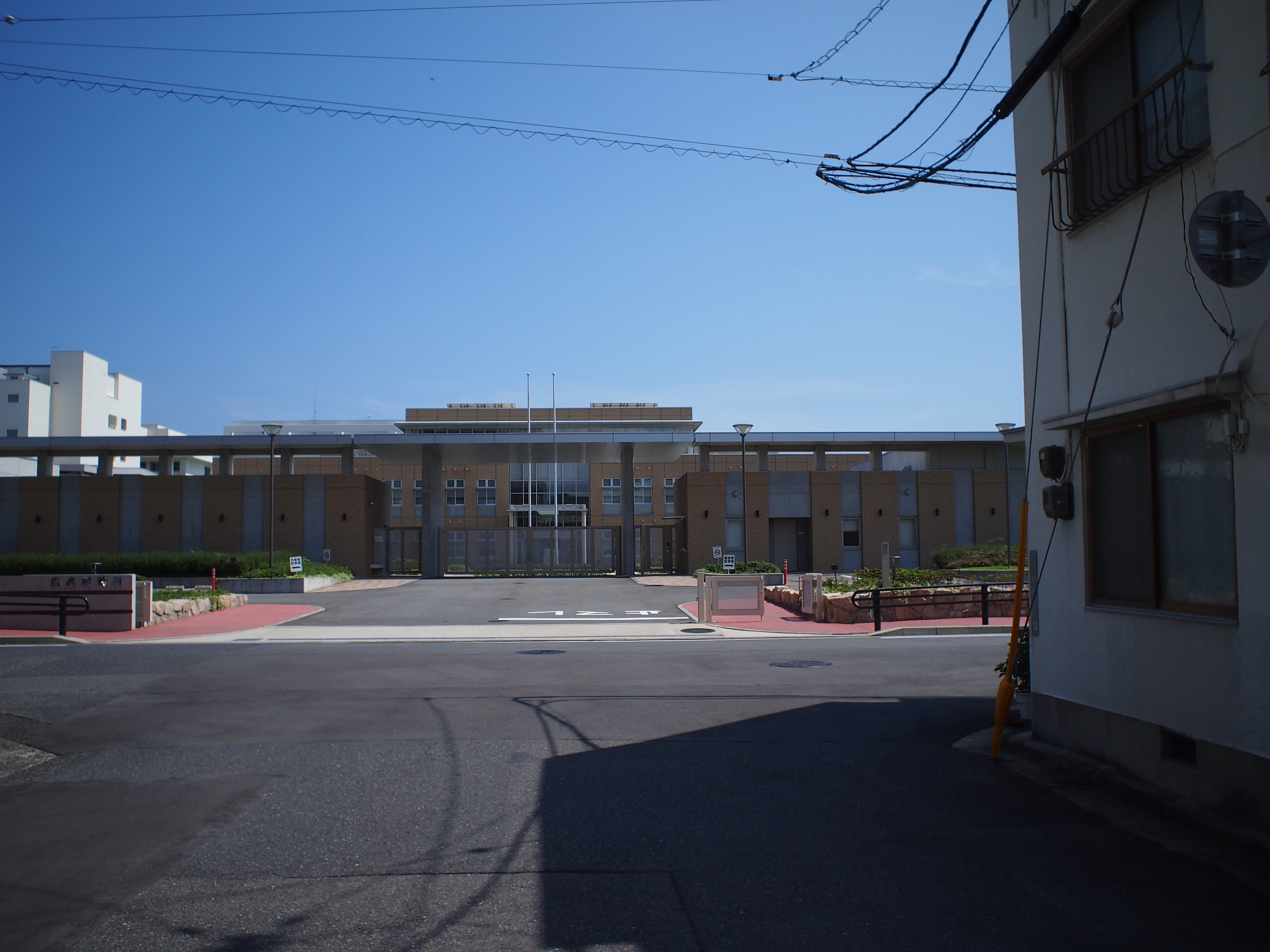
正面

広島刑務所（ひろしまけいむしょ）は、法務省広島矯正管区に属する刑務所。通称「広刑（ひろけい）」。日本第5の規模を誇る。
下部機関として尾道刑務支所、呉拘置支所、福山拘置支所、三次拘置支所を持つ。

## 所在地
- 広島県広島市中区吉島町13-114
  - JR山陽新幹線・山陽本線・芸備線・可部線・呉線 広島駅より広島バス吉島線に乗車、羽衣町下車。

## 収容分類級
- I,YB,A,B,P
  - 禁固刑受刑者・若年再犯者・初犯者・再犯者・身体障害者と幅広い分類の受刑者が集まる男子刑務所。

## 収容定員
- 1,800人

## 沿革

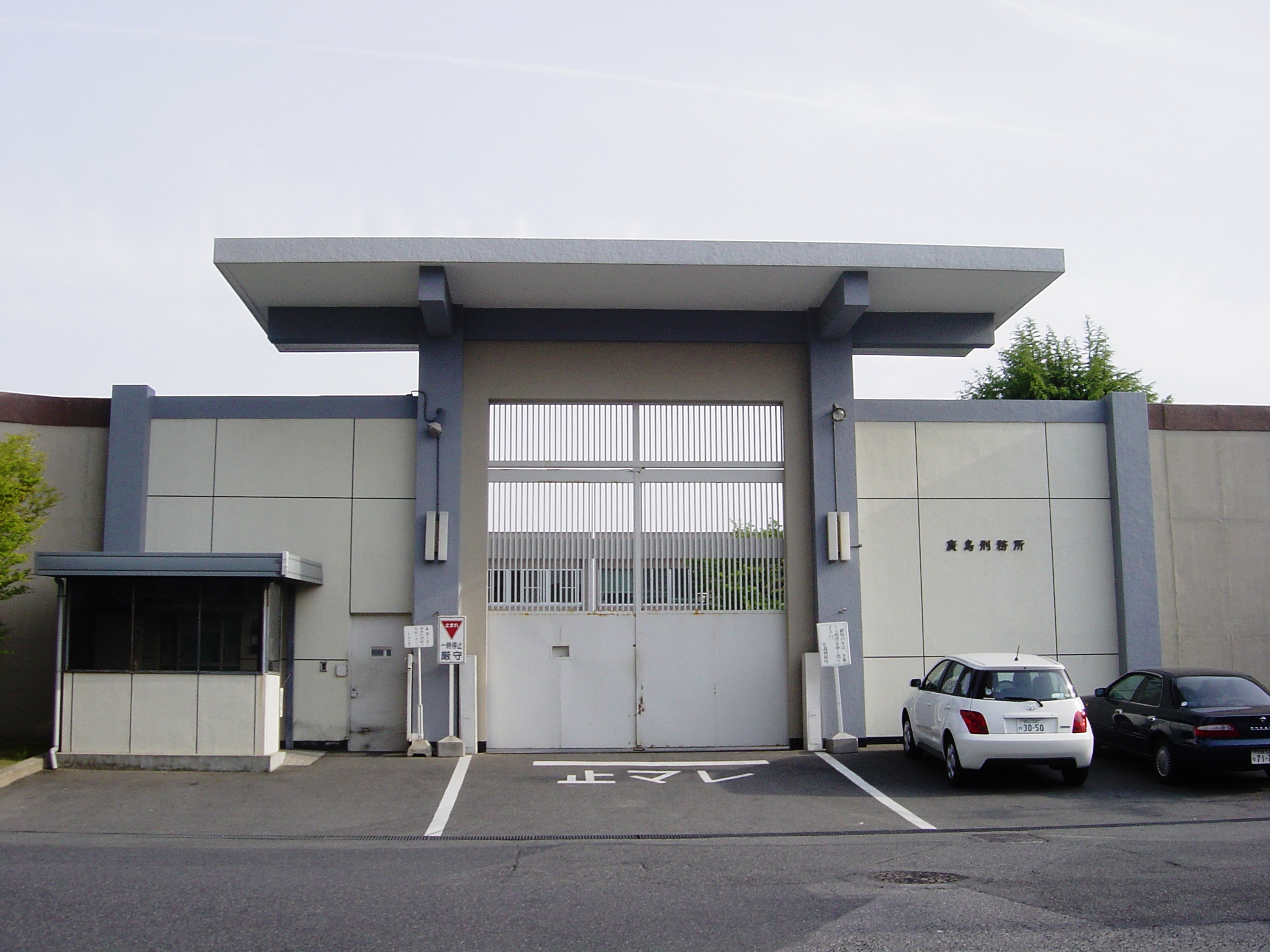
以前の正面

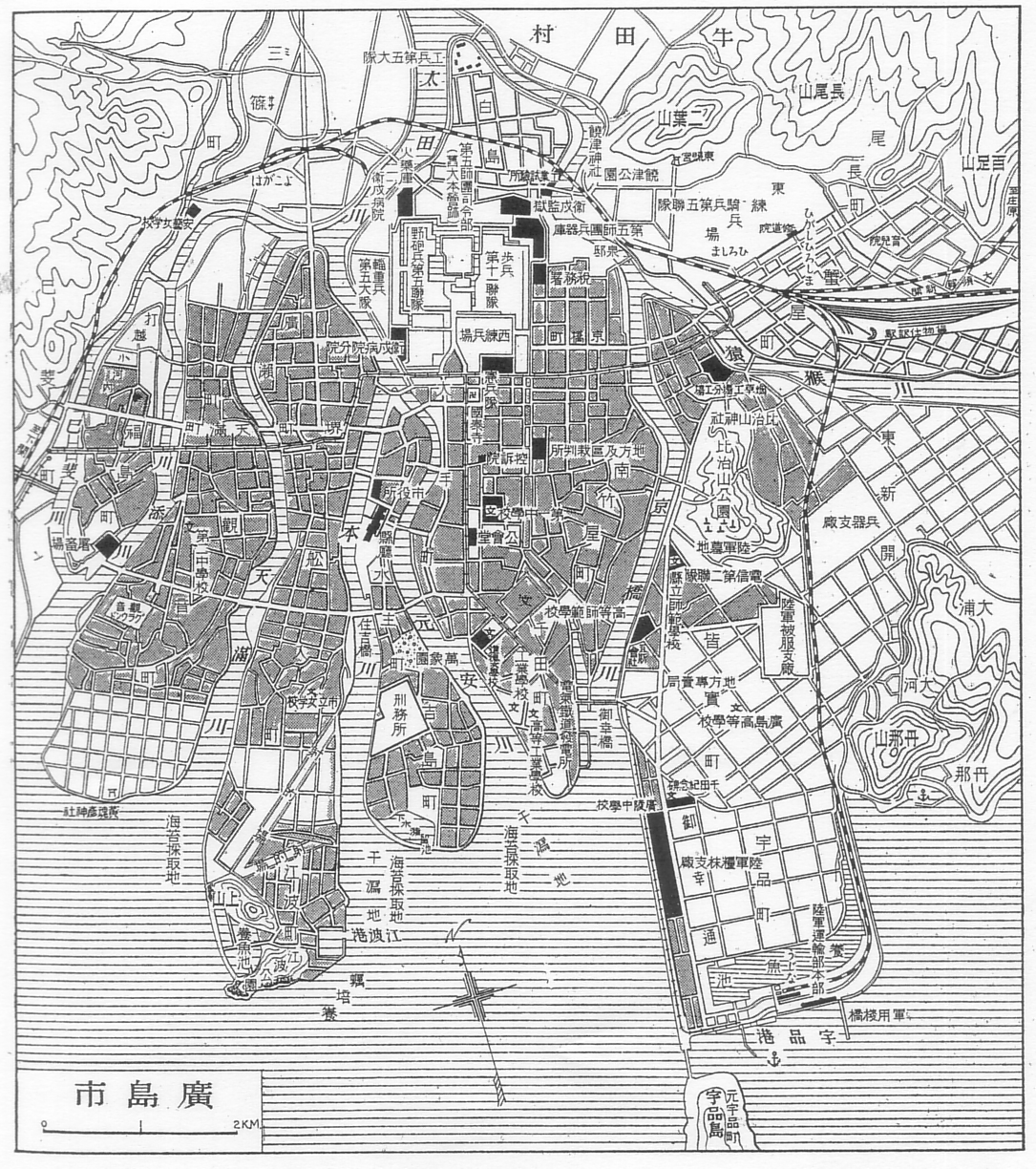
1930年ごろの広島市の地図。広島刑務所が確認できる。

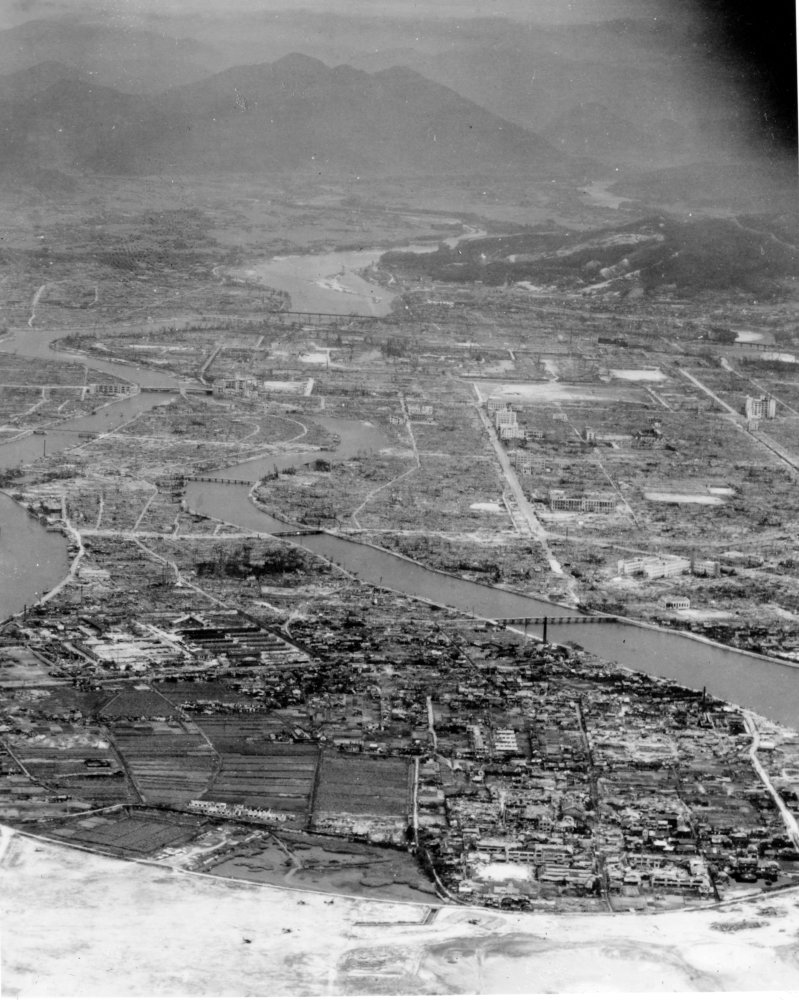
1945年被爆後の吉島から北方向を望む。手前左に広島刑務所が見える。

- 1869年（明治2年）8月　舟入村（現在の中区河原町）に徒罪場を設置
- 1888年（明治21年）3月　現在地（吉島）に広島県監獄として移設
- 1890年（明治23年）10月　広島監獄署と改称
- 1903年（明治36年）4月　広島監獄署を広島監獄と改称
- 1905年（明治38年）6月　芸予地震により第14工場が全壊、死者2人（職員1・受刑者1）[1]、重傷者4人軽傷者20人（全員受刑者）を出す。他一部施設が部分損壊した。
- 1922年（大正11年）10月　広島監獄を広島刑務所と改称
- 1945年（昭和20年）8月6日　原爆投下により職員8名、受刑者15名が死亡した。
- 2003年（平成15年）改修工事を開始。
- 2012年（平成24年）1月11日　受刑者の中国籍の男1人が脱獄。2日後に逮捕された（広島刑務所中国人受刑者脱獄事件）。
- 2022年（令和4年）19年続いた改修工事を終了。定員を従来の1.5倍の1600人に増加させる[2]。

## 組織
所長の下に4部の組織を持つ。
- 総務部（庶務、会計、用度）
- 処遇部（処遇、作業）
- 分類教育部（教育、考査、審査・保護）
- 医務部（医療、保健）

### 尾道刑務支所
- 当施設は60歳以上の高齢受刑者のみを収容。再犯者も多数収容されている。
- 認知症が進んだり、中には寝たきりになった者も少なくない。そのため、刑務官が介護している場合がある。
- これらのことを配慮してか、独居房の壁には受刑者が暴動を起こしてケガしない様に、クッションが敷かれている。
- また、受刑者の失禁対策としてカーペットを敷いている。
- 他の刑務所と同じく刑務作業があるが、ここでも受刑者の失禁に備え、紙おむつが常備されている。
- 高齢者ということもあり、食事も咀嚼困難な者に配慮し、食材を刻んだいわゆる「刻み食」が用意されている。

## 著名な受刑者
- 上祐史浩 - （元オウム真理教幹部）
- 山上光治 - （ヤクザ）
- 美能幸三 - （ヤクザ）
- 波谷守之 - （ヤクザ）

## 特記事項
- アメリカ合衆国軍による広島への原爆投下の際に被爆。熱線による影が外壁に残り、原爆の爆発点算出の基礎とされた。